# Uru-Pa-In
Gli Uru-Pa-In sono un gruppo etnico del Brasile che ha una popolazione stimata in circa 200 individui. Parlano la lingua Uru-pa-in (codice ISO 639: URP) e sono principalmente di fede animista.
Vivono nello stato brasiliano di Rondônia, nella municipalità di Ariquemes.